# Zacharzowice
Zacharzowice (deutsch Sacharsowitz, älter Zacharsowitz, 1936–1945 Maiwald) ist ein oberschlesisches Dorf in der Gemeinde Wielowieś, Powiat Gliwicki in der Woiwodschaft Schlesien in Polen.

## Allgemeines

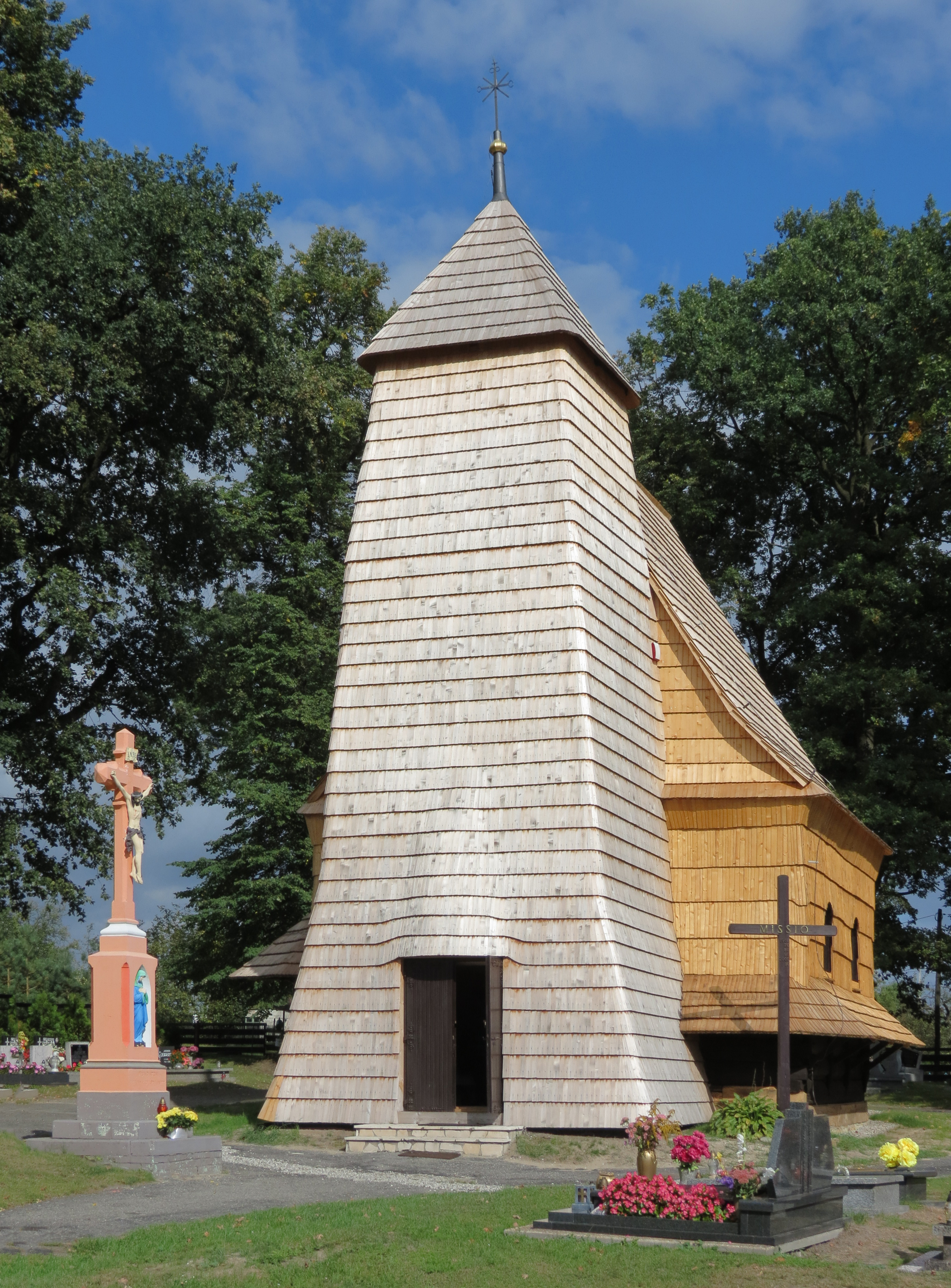
Die Laurentiuskirche

Zacharzowice hat 310 Einwohner. Zacharzowice bildet ein Schulzenamt. Der Dorfschulze ist Anna Grala.
Nachbarorte von Zacharzowice sind Sieroty (Schieroth) und Pniów (Pniow).

## Geschichte
Sacharsowitz wurde erstmals 1447 erwähnt. Der Ortsname bedeutet in etwa „hinter den Hügeln“ (Berg: polnisch góra, tschechisch hora).
Von 1936 bis 1945 trug der Ort den Namen Maiwald.
1999 kam Zacharzowice zur neuen Woiwodschaft Schlesien und in den wiederentstandenen Powiat Gliwicki.

## Sehenswürdigkeiten
- Laurentiuskirche aus dem Jahr 1580